# Sega All Stars
Sega All Stars a fost numele unei serii de jocuri de buget destinată consolei Dreamcast, similar seriilor Platinum Hits, Greatest Hits și Player's Choice, alcătuită din jocurile care s-au vândut cel mai bine. Acestea costau $19.95, și erau relansate cu o nouă copertă cu mențiunea că fac parte din această colecție (în stanga copertei, pe portocaliu). Din cauză că Dreamcast a avut o durată scurtă de viață, numai 17 titluri au intrat în această categorie. 

## Lista jocurilor
- Crazy Taxi
- The House of the Dead 2
- Hydro Thunder
- Marvel vs. Capcom: Clash of Super Heroes
- NBA 2K
- NBA 2K1
- NFL 2K
- NFL 2K1
- NFL Blitz 2000
- NHL 2K
- Power Stone
- Ready 2 Rumble Boxing
- Sega Bass Fishing
- Sonic Adventure
- Tony Hawk's Pro Skater
- Virtua Tennis
- World Series Baseball 2K1